# Shahrestān di Sabzevar
Lo shahrestān di Sabzevar (farsi شهرستان سبزوار) è uno dei 28 shahrestān del Razavi Khorasan, il capoluogo è Sabzevar. Lo shahrestān è suddiviso in 5 circoscrizioni (bakhsh): 
- Centrale (بخش مرکزی)
- Rudab (بخش رودآب), con la città di Rud Ab.
- Sheshtamad (بخش ششتمد), con la città di Sheshtamad.